# 호르스트 얀존
호르스트 얀존(독일어: Horst Janson, 1935년 10월 4일~2025년 1월 28일)은 독일의 배우이다.

## 작품 목록

### 영화
- 붉은 점(2007년)
- 윈저공을 잡아라(1984년)
- 철십자 훈장 2(1978년)
- 샤우트(1976년)
- 캡틴 크로노스 - 뱀파이어 헌터(1974년)
- 머피의 전쟁(1971년)